# Iglesia de San Teodoro (Boboshevo)

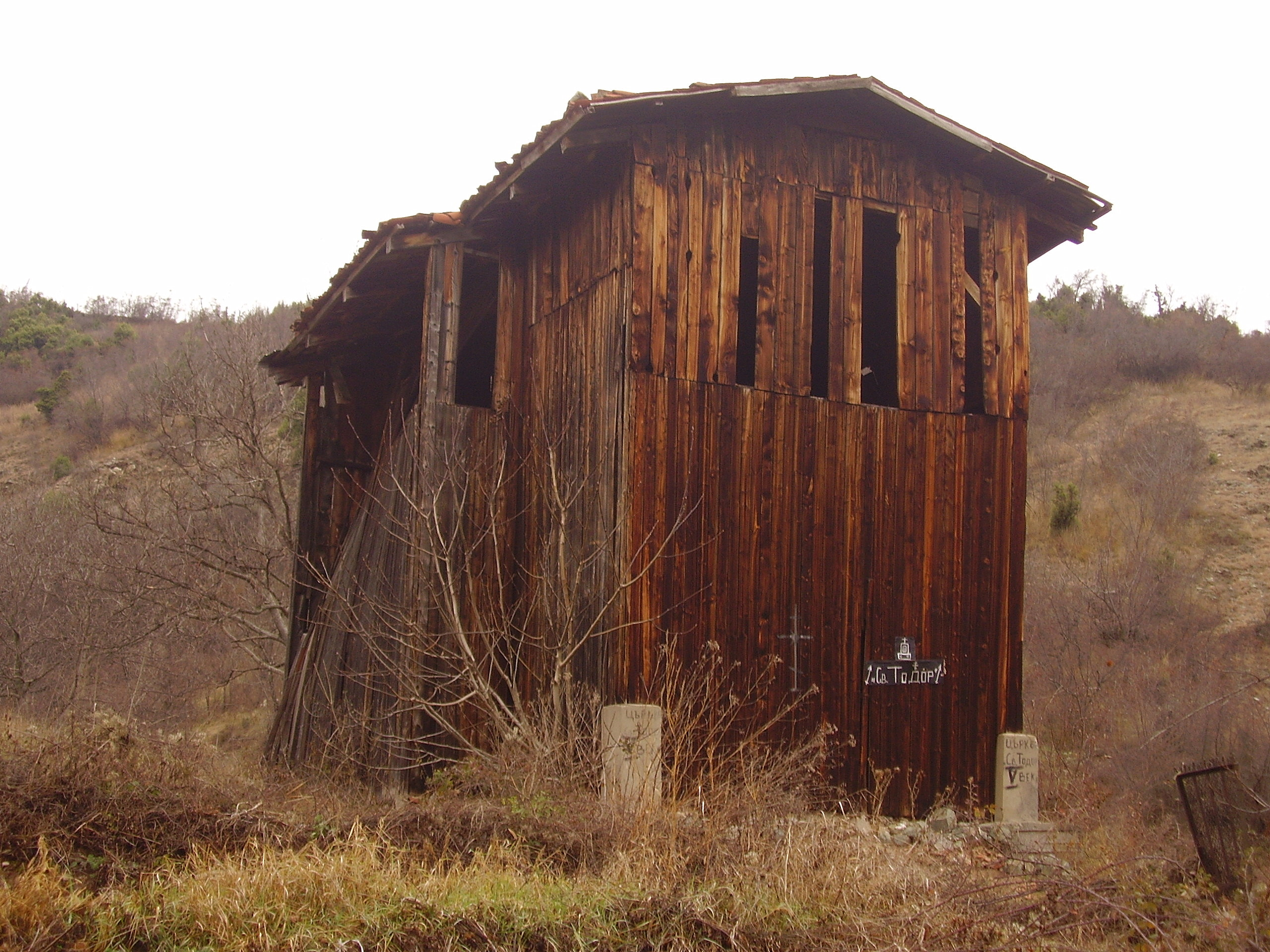
La estructura de madera que aloja a la iglesia.

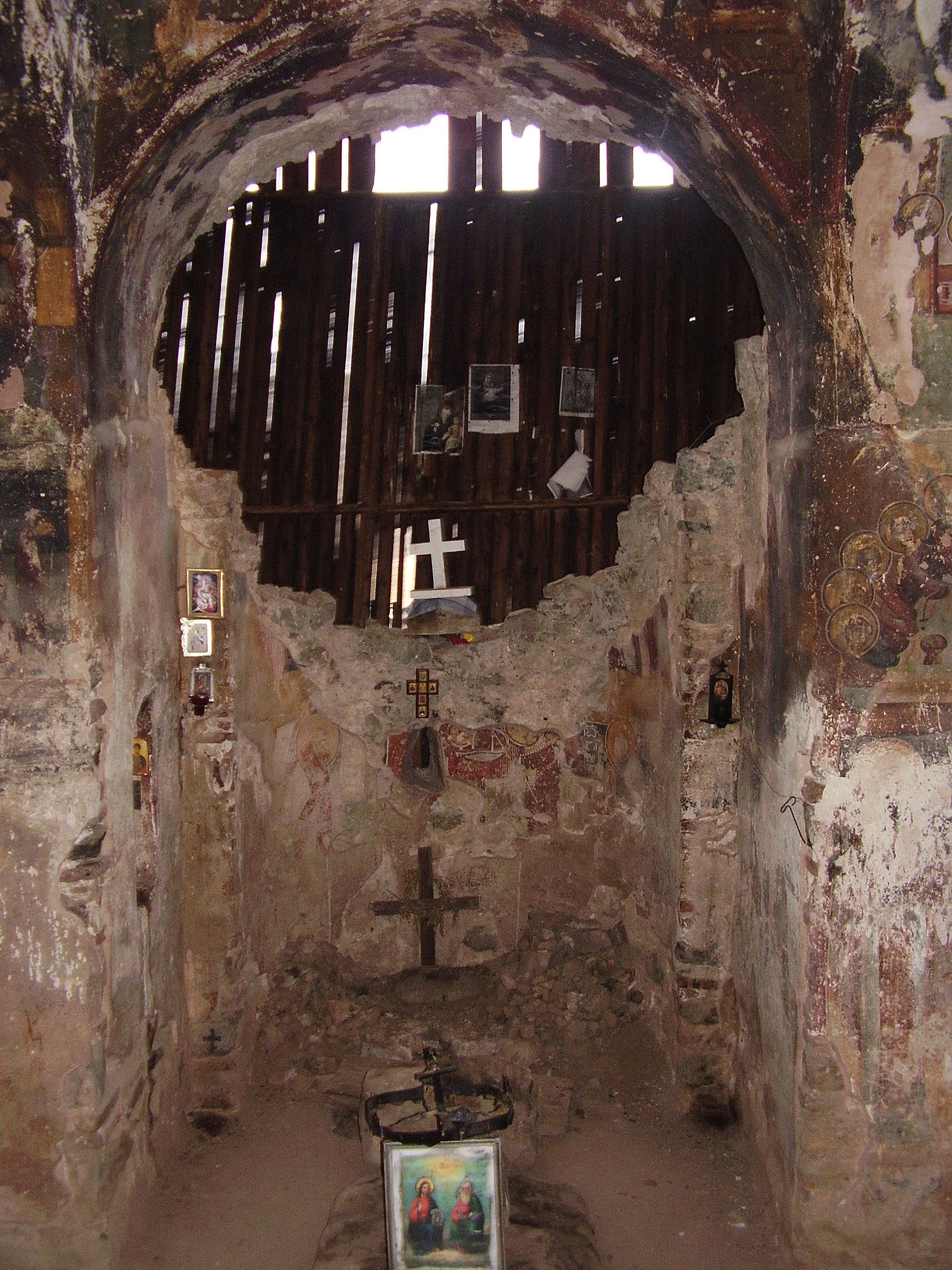
La iglesia.

La iglesia de San Teodoro (en búlgaro: Църква Свети Тодор) es una iglesia medieval que se conserva en la localidad de Selishte, a dos kilómetros al norte de la ciudad búlgara de Boboshevo, provincia de Kyustendil, en una colina en la orilla derecha del río Struma. 
Es una iglesia de planta centralizada, de cruz griega y con cúpula, de 7,40 m de largo y 6,21 m de ancho. El ábside, semicircular, tiene una ventana larga y estrecha. La cúpula, desaparecida, se levantaba sobre un tambor con cuatro ventanas. Los muros se construyeron en piedra, mientras que cúpula y arcos se hicieron de ladrillo, que en algunos puntos forman motivos decorativos. En algunas zonas las paredes se conservan dos series de frescos, mientras que en otras se han perdido. Se tratan los temas de la Última Cena, el Lavatorio, la Oración del Huerto y la Traición de Judas, entre otros.
No se ha establecido con certeza la datación de la iglesia: V. Mikov propone situarla en los siglos XIII o XIV, mientras que N. Mawrodinov lo hace en el siglo XII y D. Panayotova en el primer cuarto del siglo XI, aunque fecha los frescos en la primera mitad del siglo XIV. En cualquier caso, está entre las más antiguas iglesias de Bulgaria de esta tipología. Su aspecto actual es aún más inusual, dado que en 1962 se la dotó de una estructura de madera que la protege antes de su completa restauración.
Fue declarada monumento de importancia nacional (DV, is.39/1972).
Recibe su advocación de alguno de los santos de nombre Teodoro (Teodoro de Amasea o Teodoro Estudita).

## Bibliografía

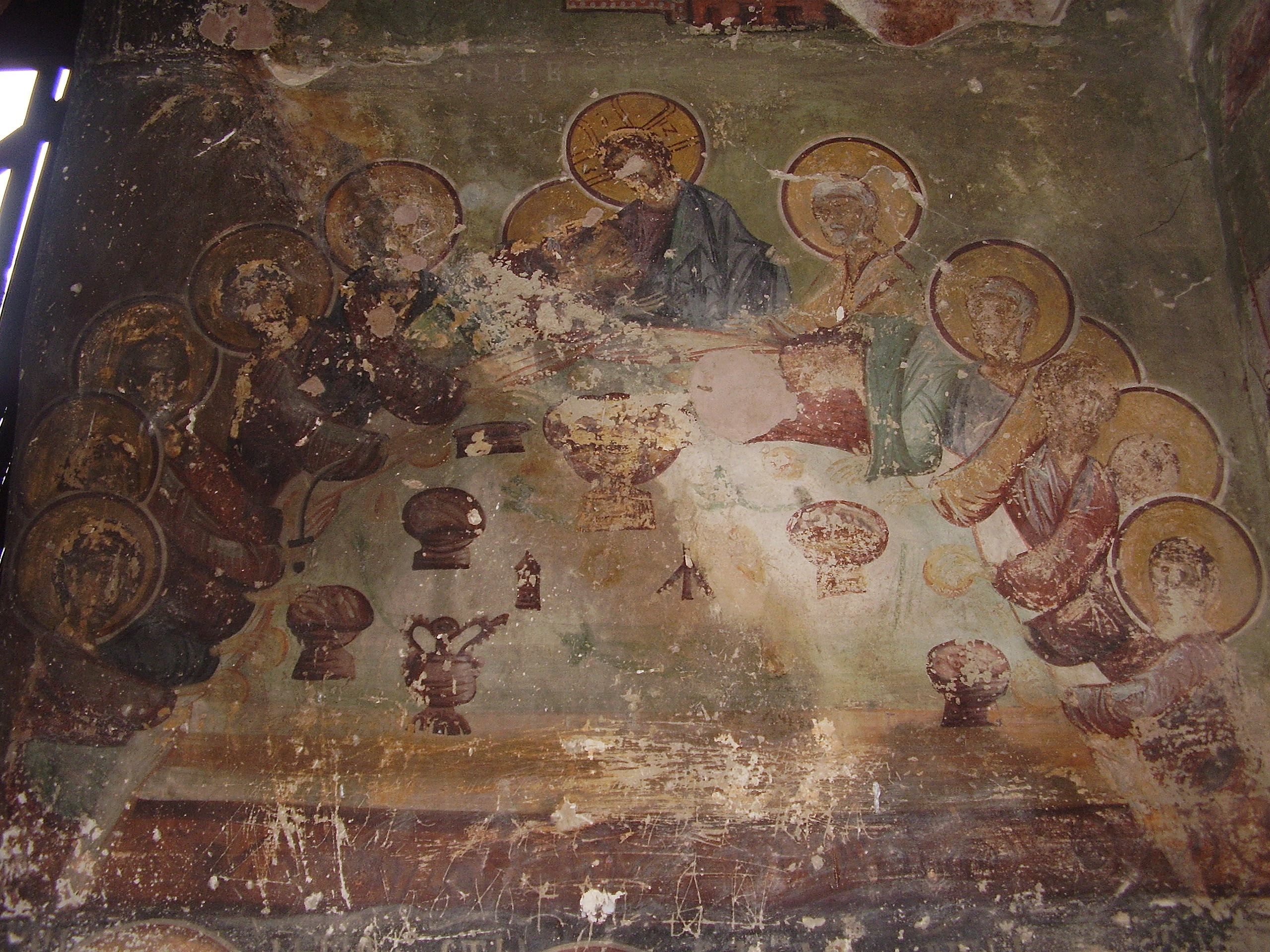
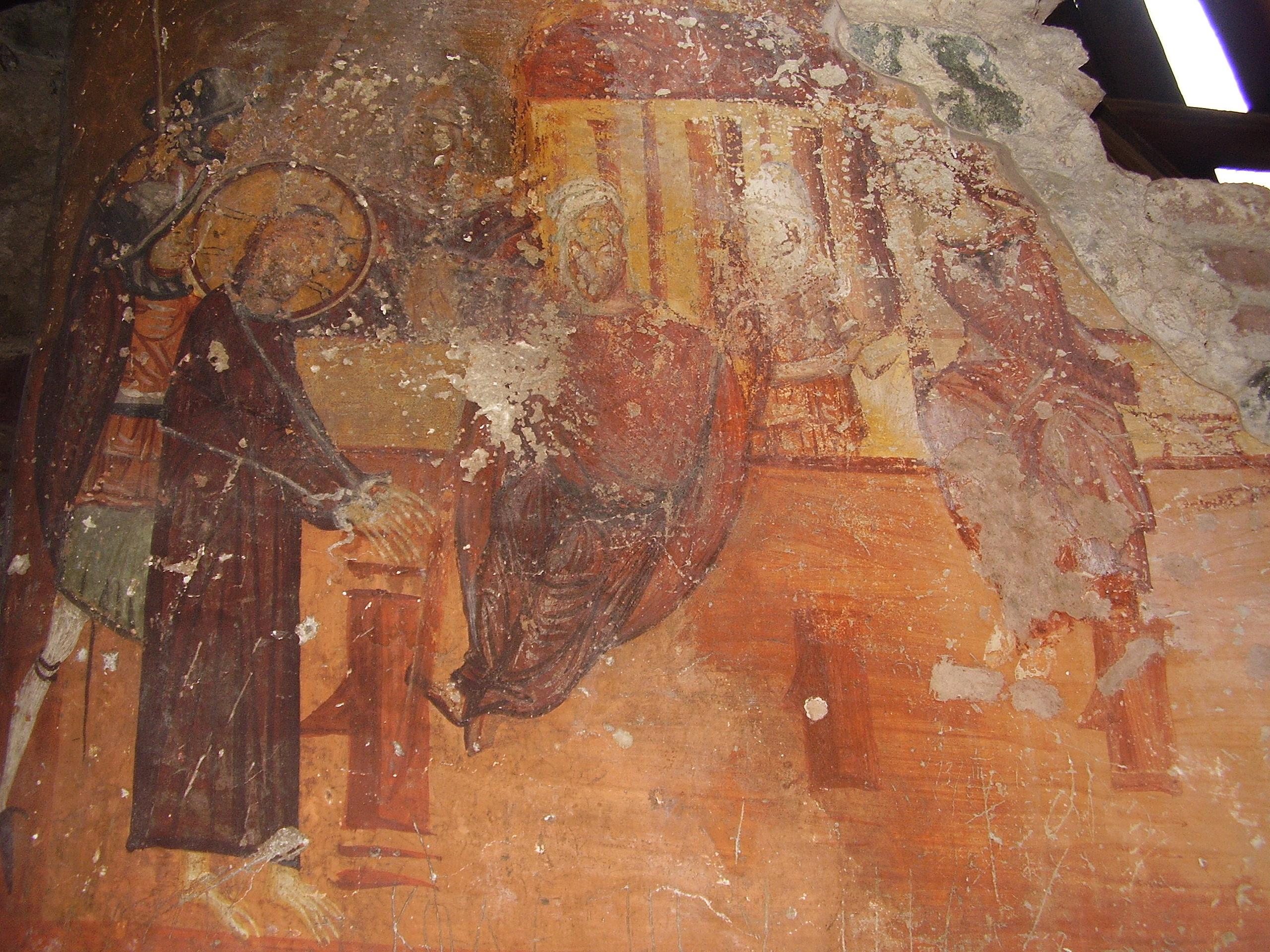
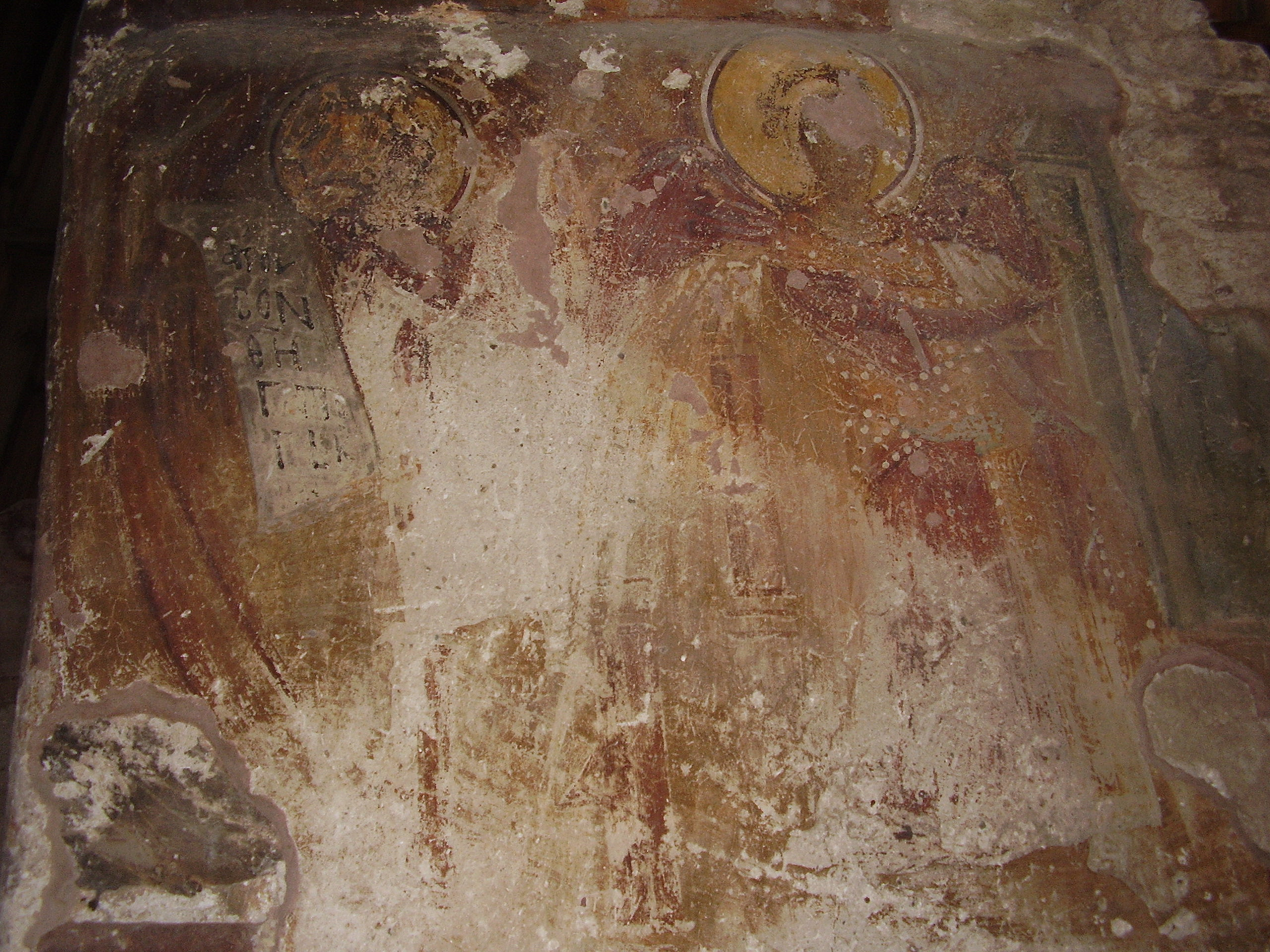
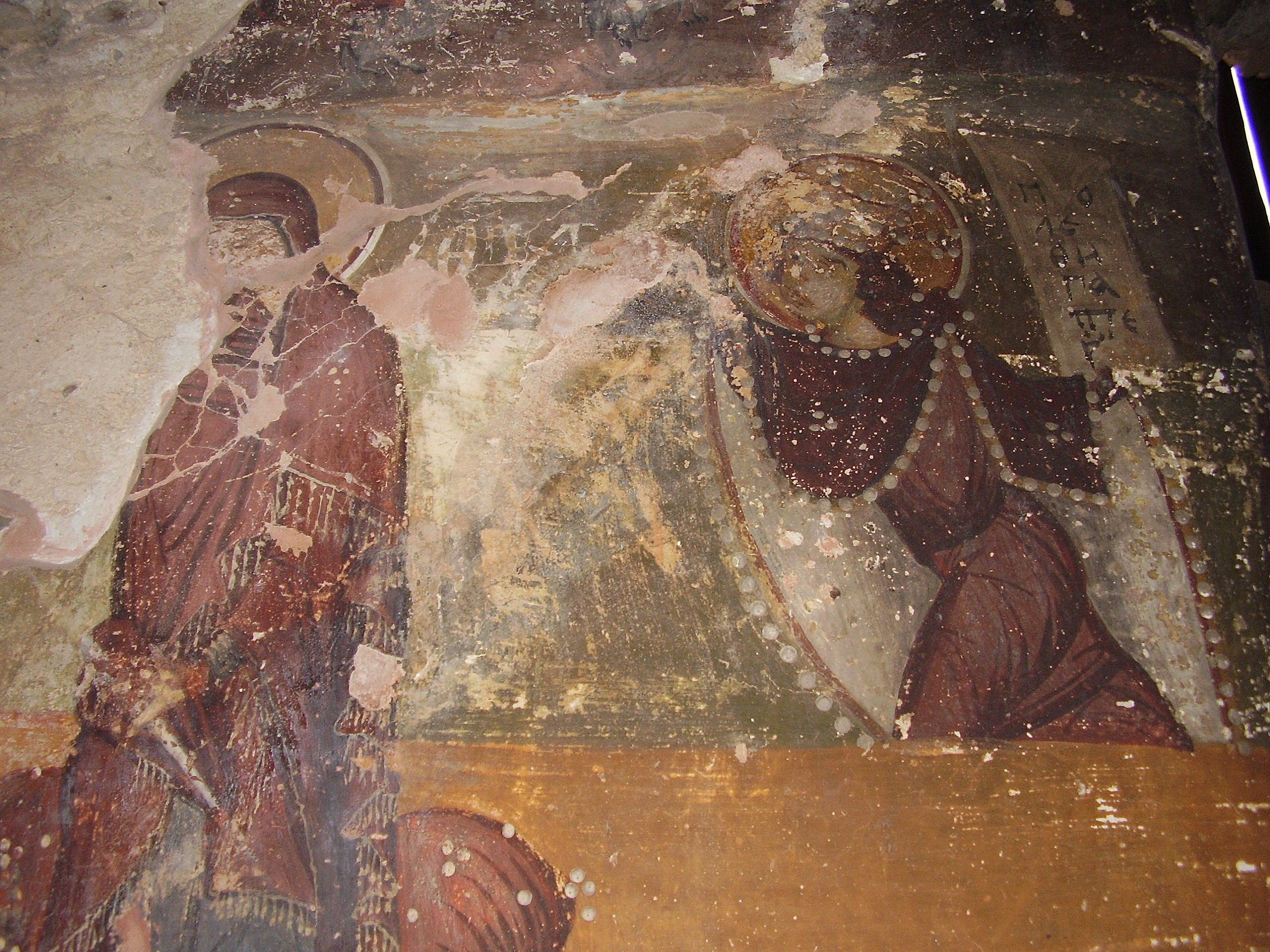